# Trichomanes caespifrons
Trichomanes caespifrons là một loài dương xỉ trong họ Hymenophyllaceae. Loài này được C.Chr.in A.C.Smith mô tả khoa học đầu tiên năm 1936.
Danh pháp khoa học của loài này chưa được làm sáng tỏ. 